# 1972年日本

## 政府
- 天皇：裕仁
- 內閣總理大臣：佐藤榮作→田中角榮

## 大事記
- 2月3日：第11屆冬季奧林匹克運動會在札幌開幕。
- 2月19日：淺間山莊事件。
- 5月15日：沖繩返還。
- 7月7日：田中角榮就任首相，第一次田中角榮內閣成立。
- 9月29日：發表《日中聯合聲明》，日中建交。

## 出生
- 1月13日——岩居由希子，配音員。
- 4月5日——竹內順子，配音員。
- 7月27日——清水崇，導演。
- 10月21日——森田成一，配音員。
- 11月21日——木村拓哉，演員。
- 12月4日——宮村優子，配音員。

## 逝世
- 4月16日——川端康成，作家。